# جبال ولينغ

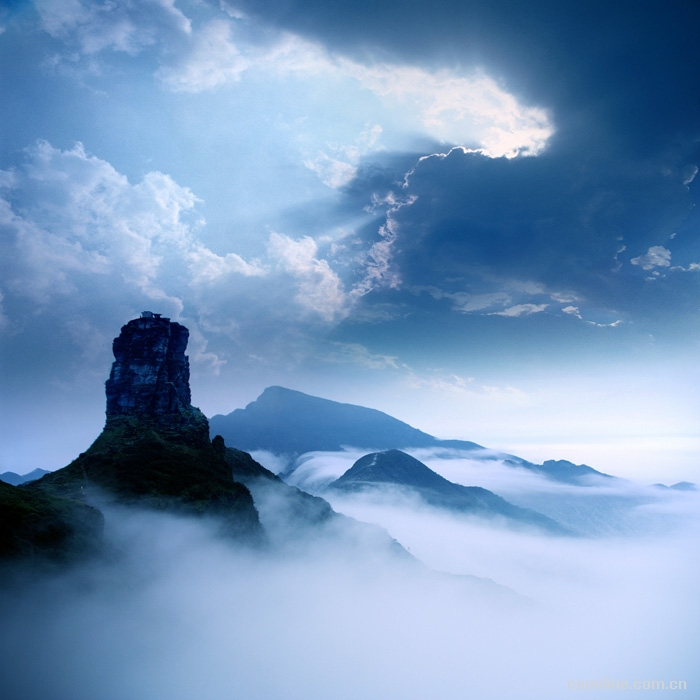
جبال ولينغ.

جبال ولينغ (ببالصينية المبسطة: 武陵山脉، ببالصينية التقليدية: 武陵山脈، بالبينيين: Wǔlíng Shānmài) هي سلسلة جبال تقع وسط الصين ، تمتد السلسلة من بلدية تشونغتشينغ وشرق قويتشو إلى غرب خونان. تعد هذه السلسلة موطن للعديد من المجموعات العرقية أهمها: توجيا، هان، همونغ، دونغ، وعرقية الباي.

## ولينغيوان
تعتبر منطقة ولينغيوان ذات مناظر طبيعية خلابة وتاريخية، وتعد من مواقع التراث العالمي لليونسكو، وفي تقع في سلسلة جبال ولينغ، والتي تتميز بوجود أكثر من 3.000 عمود من الحجر الرملي كوارتزيت وقمم في معظم أنحاء الموقع، بالإضافة لوجود العديد من الوديان التي تتخللها الجداول والمسابح والشلالات.

## فانجينغسان
تقع منطقة فانجينغسان أو جبل فانجينغ في مقاطعة قويتشو، هي أعلى قمة في سلسلة جبال ولينغ، وتتواجد على ارتفاع 2.570 متر (8.430 قدم). تم إنشاء محمية فانجينجشان الطبيعية الوطنية في عام 1978. تم اختيارها كمحمية محيط حيوي لليونسكو في عام 1986 وموقع تراث عالمي في عام 2018.